# Carrosserie
Pour les articles homonymes, voir carrosserie (réparation).
 (décembre 2012).
Si vous disposez d'ouvrages ou d'articles de référence ou si vous connaissez des sites web de qualité traitant du thème abordé ici, merci de compléter l'article en donnant les références utiles à sa vérifiabilité et en les liant à la section « Notes et références ».
Le terme carrosserie désigne l'enveloppe rigide d'un véhicule, destinée à protéger ses occupants et les éléments mécaniques des intempéries. À l'origine il désignait une entreprise de fabrication de carrosses.

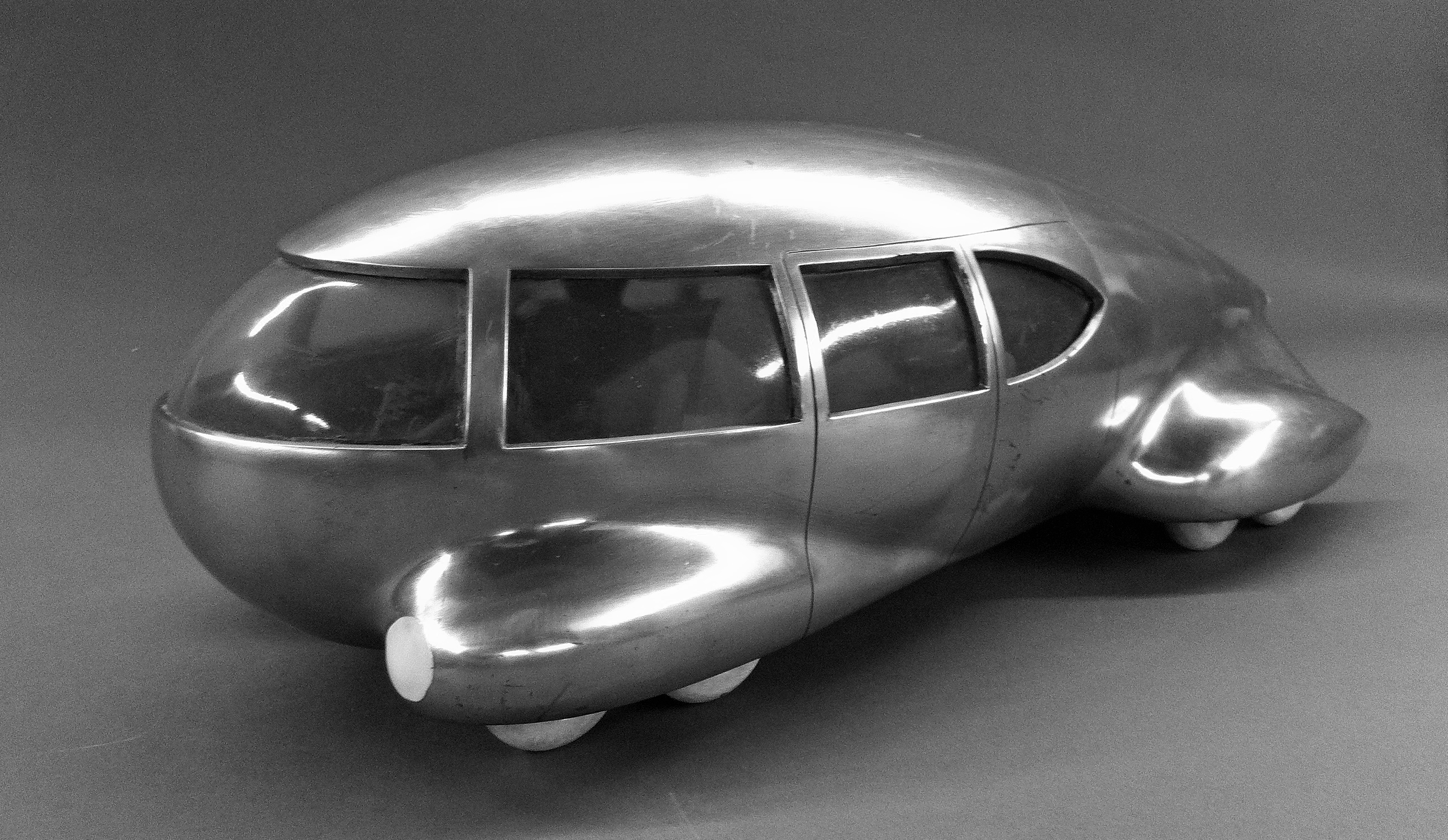
Carrosserie en forme de goutte créée par le designer Norman Bel Geddes (1893 – 1958).

## Étymologie
Elle tire son nom de la voiture hippomobile, le carrosse, à une époque où il était le plus ostensiblement destiné à être « carrossé ».

## Les différentes formes et leurs histoires
Tous les types de carrosseries automobiles ont conservé le nom d'origine du véhicule hippomobile correspondant. Certains tirent leur nom de leurs caractéristiques (coupé désigne un type de voiture dont la caisse a été raccourcie et le nombre de places réduit, cabriolet une voiture à capote rabattable), ou de leur utilisation (le break, du verbe to break, rompre, dresser, servait au dressage des chevaux et ensuite au transport d'objets et de personnes). Cependant, d'autres tirent leur nom des lieux de fabrication de carrosses novateurs ou fameux, comme la berline de Berlin, la limousine du Limousin (si la limousine automobile est un véhicule de grand luxe, la limousine hippomobile était, elle, un véhicule utilitaire de livraisons ou tout grand véhicule à 3 glaces latérales), sedan pour la ville du même nom ; les landau et landaulet, de Landau, sont des types de carrosserie automobile disparus.
Une même voiture à cheval pouvait comprendre différents éléments de carrosserie aujourd'hui distincts. À la fin du XIXe siècle par exemple, une diligence (l'équivalent de l'autocar, plus tard) était faite d'un coupé, d'une rotonde et d'une impériale. Tout comme les wagons des trains contemporains, la caisse était divisée selon la qualité du voyageur, en coupé (à l'avant, deux glaces, entrée latérale, réservée aux clients de choix) et rotonde (à l'arrière, plus grande, entrée par une porte à l'arrière, utilisée en "deuxième classe"). S'y ajoutaient deux places en plein air sous capote dépliante autour du cocher - l'impériale - terme repris ensuite pour les bus londoniens à étage par exemple.
De Dion-Bouton fut à l'origine d'un concept de carrosserie en 1899, celui du « vis-à-vis ». Il s'agit d'une voiturette pouvant accueillir quatre personnes en vis-à-vis, d'où son nom. Elle fut vendue jusqu'en 1902 à près de 2 970 exemplaires, record de production à cette époque.

## Évolutions
Les différentes carrosseries initialement tributaires de la tradition hippomobile pour la forme comme pour le nom (duc, phaéton, tonneau, victoria, vis-à-vis...), se modifièrent à mesure de l'augmentation de la vitesse des voitures, de l'emplacement du moteur et des éléments mécaniques, notamment du radiateur, de la suspension et de l'aérodynamique. Précurseur, Camille Jenatzy donna dès 1899 à sa Jamais Contente le fuselage d'une torpille. Vers 1910 la torpédo intègre les progrès de l'aérodynamique : caisse et capot-moteur sont lissés dans la même ligne de fuselage. En 1914, ALFA conçut pour le comte Ricotti la 40/60 hp "Siluro" entièrement carrossée en torpille.
En 1921, Charles Weymann fit breveter une carrosserie légère, élastique et résistante faite d'une toile tendue sur une structure de bois tenue par des articulations flexibles, qui réduisait la nuisance des craquements et grincements dus aux déformations des carrosseries antérieures. Succès international !
Dans les véhicules hippomobiles, la carrosserie était principalement faite d'un assemblage de panneaux de bois ou de toiles imperméables posés sur des montants. En construction automobile, on fit de même jusque dans les années 1920/1930 avant de généraliser l'emploi de plaques de métal embouties. Celles-ci, plus lourdes, réclamaient un moteur plus puissant et partant plus cher pour égaler en vitesse des précédentes.
En 1924, Citroën délaisse les armatures bois au profit de carrosseries tout-acier, et ce faisant promeut la voiture fermée en conduite intérieure : si en 1919, 80 % des voitures particulières étaient ouvertes, elles étaient fermées à 90 % onze ans plus tard.
De plus en plus, la conception de la carrosserie s'intègre avec celle du châssis, les tôles devant à la fois protéger les personnes des intempéries, mais aussi, en cas d'accident (notamment en se déformant pour absorber une part significative de l'énergie des chocs), ainsi que d'assurer la rigidité de la structure en se substituant partiellement ou totalement aux montants et poutres des premiers véhicules.
- Parfois la tôle d'acier est remplacée par la tôle d'aluminium.
- Certains constructeurs sont spécialisés dans l'utilisation de panneaux et de structure en fibre de verre.
- Sur certains véhicules de compétition et quelques GT de très haut de gamme la fibre de carbone est utilisée dans la fabrication des panneaux et structures en métal.
- La technique thermoplastique permet de remplacer des éléments métalliques par des éléments plastiques, ailes avant par exemple chez certains constructeurs. Ceci permet d'alléger le poids du véhicule, et donc d'améliorer ses performances.

Toutes ces techniques de pointe sont utilisées dans le but principal de perdre du poids et dans le cas de la fibre de carbone de gagner aussi en rigidité.

## Conception et design
Des stylistes (ou designers) de carrosserie ont créé leur propre société au service de différents constructeurs automobiles. Parmi eux, on peut citer les carrossiers italiens,:
- Nuccio Bertone
- Giorgetto Giugiaro
- Giovanni Michelotti
- Sergio Scaglietti
- Ugo Zagato
- Pietro Frua

ou les carrossiers français :
- Jacques Saoutchik
- Emile Darl'mat
- Giuseppe Figoni & Ovidio Falaschi
- Jean Antem
- Alphonse Guilloré
- Jean Henri-Labourdette

D'autres stylistes ont fait carrière au sein d'une ou de plusieurs entreprises de carrosserie ou de construction automobile, comme Louis Bionier chez Panhard, Flaminio Bertoni chez Citroën, Jacques Quellien et Georges Paulin chez Pourtout, Jean Andreau qui passe successivement chez Citroën, Donnet, Chausson, Peugeot, Mathis ou Philippe Charbonneaux chez Delahaye, Salmson, Citroën, Renault, Bernard et Berliet...
Certains designers ne font que quelques incursions dans le domaine de la carrosserie automobile comme Raymond Loewy chez Studebaker ou Paul Arzens dont les prototypes n'eurent pas de suite industrielle. Robert Opron au contraire, ayant quitté l'électro-ménager (Arthur-Martin) pour entrer chez Simca, passa ensuite chez Citroën où il put s'exprimer en dessinant la GS, la SM ou la CX, puis chez Renault, Fiat et Ligier.

## Image de marque
Au-delà des fonctions de sécurité, les panneaux externes de carrosserie permettent aux designers des constructeurs d'y dessiner des formes communes à plusieurs modèles dans le but d'établir une certaine identité visuelle au sein d'une même marque (catwalk chez Volvo, renfoncements en forme de parenthèses cubiques aux extrémités des pare-chocs arrière des Citroën C4 de 2010, DS4 et DS5 par exemple).

## Réparations
Les réparations de carrosserie sont effectuées dans les ateliers du même nom. La main-d’œuvre est facturée en France en 2013 autour de 45-65 € de l'heure.